# Netolice (Lochovice)
Netolice jsou malá vesnice, část obce Lochovice v okrese Beroun ve Středočeském kraji. Vesnicí vede silnice 3. třídy, která spojuje Lochovice a Praskolesy.
Autobusové spojení je realizováno jednou linkou několikrát za den. Severně za vesnicí se nachází přírodní památka Otmíčská hora.

## Historie
První písemná zmínka o vesnici pochází z roku 1788.
Osadu založil hrabě Netolický po roce 1750 na místě hospodářského dvora městečka Lochovice a povolal do ní Němce z Litoměřicka; vesničku nazval podle svého rodového jména (podle Netolic v jižních Čechách). U rozcestí na severním konci zástavby stojí klasicistní kaplička. Přibližně uprostřed zástavby u průjezdní komunikace je umístěna drobná obecní zvonička.

## Obyvatelstvo
| Rok            | 1869 | 1880 | 1890 | 1900 | 1910 | 1921 | 1930 | 1950 | 1961 | 1970 | 1980 | 1991 | 2001 | 2011 | 2021 |
| -------------- | ---- | ---- | ---- | ---- | ---- | ---- | ---- | ---- | ---- | ---- | ---- | ---- | ---- | ---- | ---- |
| Počet obyvatel | 109  | 108  | 125  | 124  | 125  | 135  | 139  | 106  | 96   | 91   | 72   | 74   | 78   | 76   | 95   |
| Počet domů     | 20   | 22   | 20   | 20   | 20   | 23   | 28   | 29   | 29   | 31   | 26   | 33   | 34   | 39   | 41   |

## Další fotografie

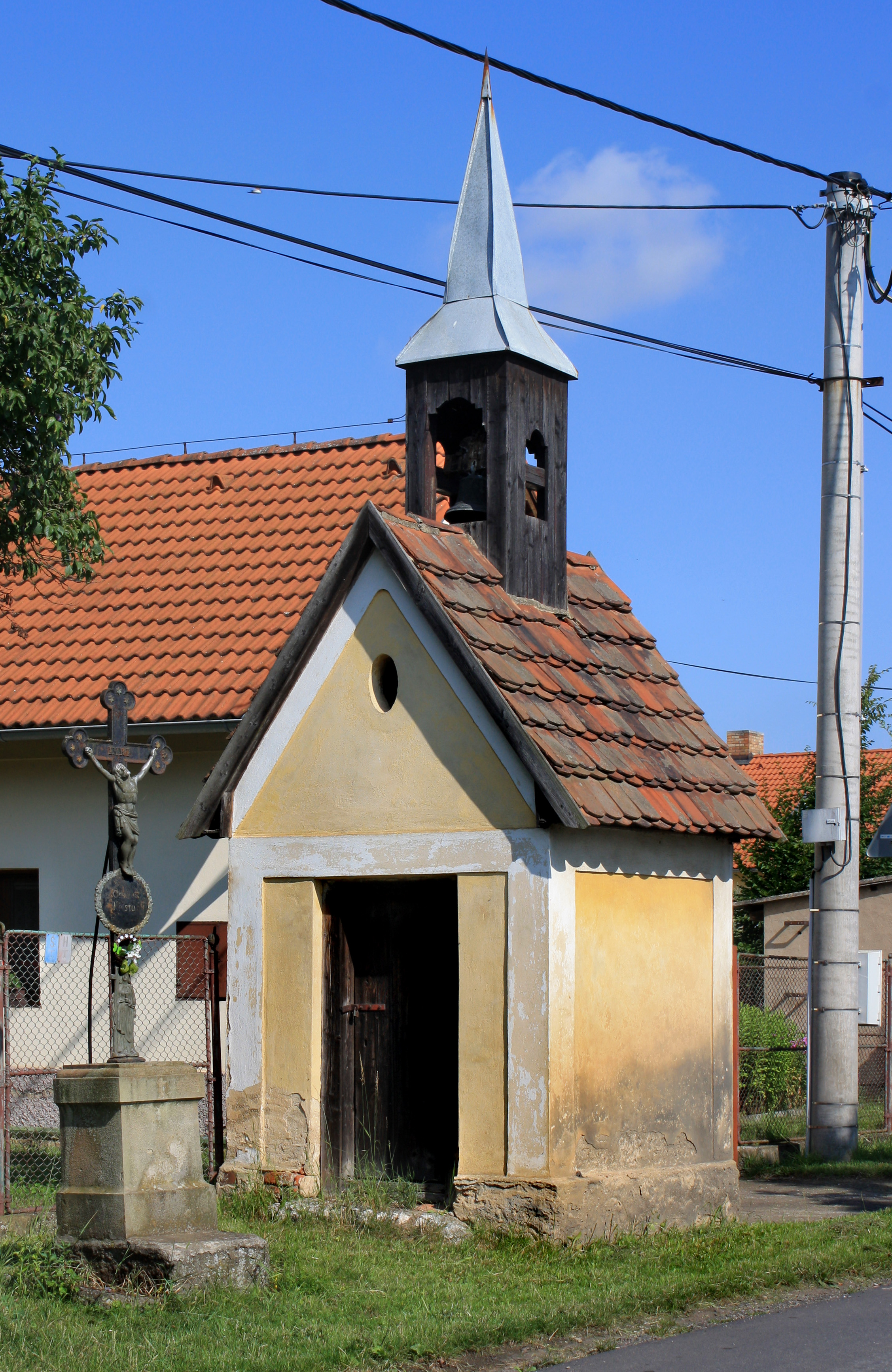
Zvonička s křížkem
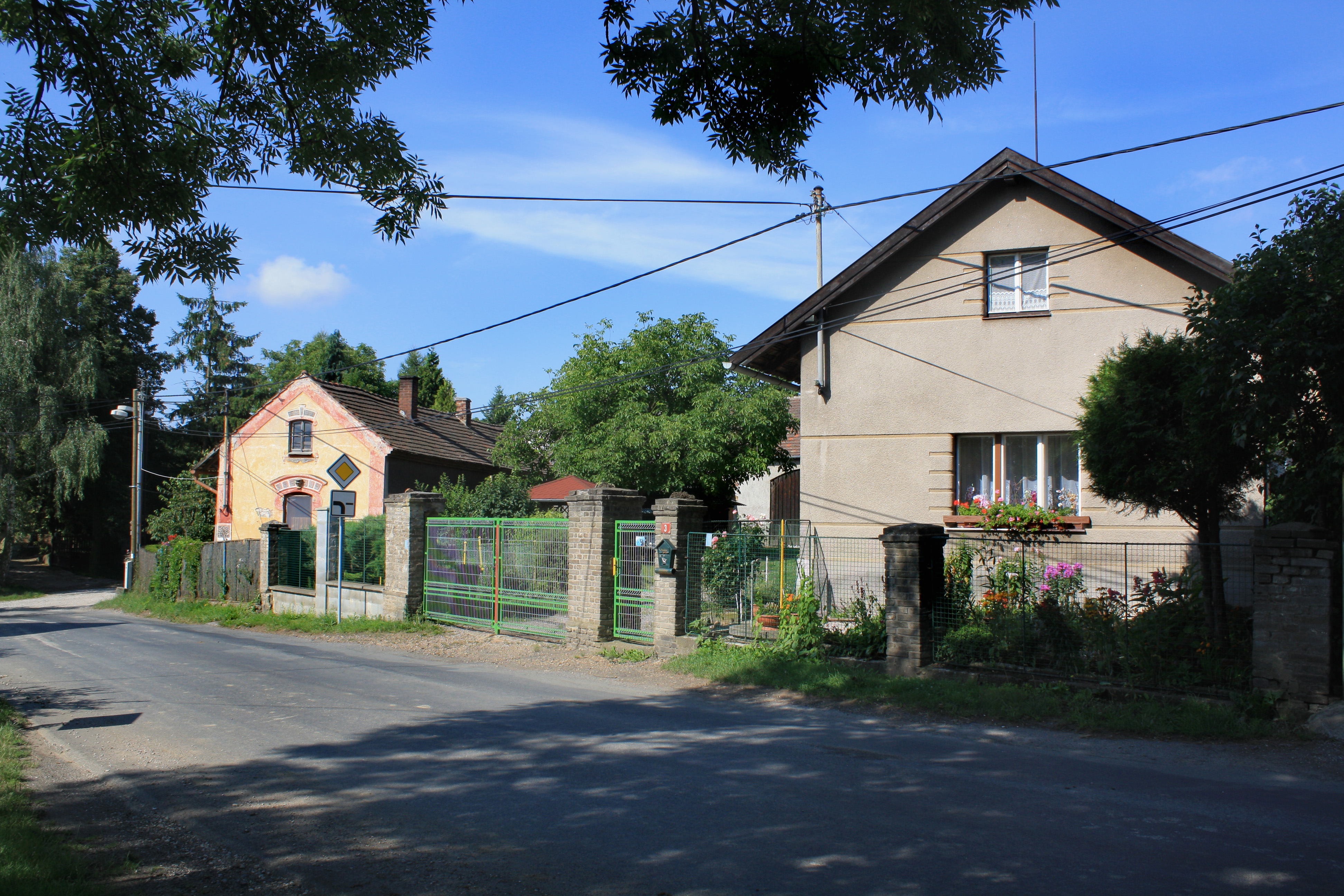
Domky u silnice k Lochovicím
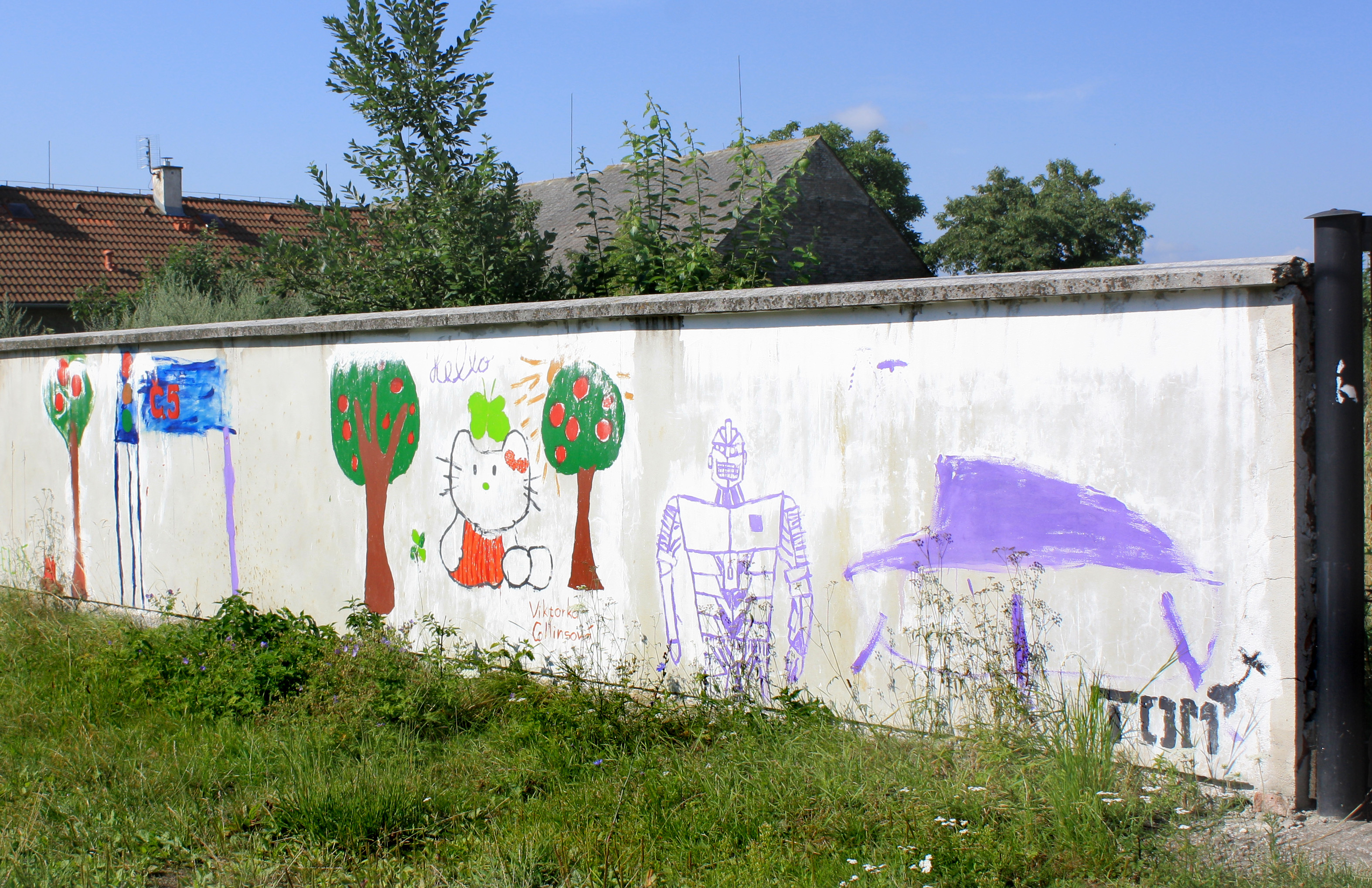
Zeď u statku